# Термінал (XFCE)
Термінал — емулятор термінала за авторством Бенедирта Мойєра, який є частиною середовища Xfce з використанням бібліотеці GTK+. Є частиною проекту XFCE, проте може вільно використовуватись в інших середовищах, які працюють в X Window System.
За замовченням налаштовний просто, але може бути широко сконфігурованим. Програма дозволяє індивідуальне налаштування у вкладці: змінити зовнішній вигляд (шрифти, кольори, фон, прозорість вікна програми, склад рядку інструментів), налаштування поведінки та керування програмою.